# تود غورلي
تود غورلي (بالإنجليزية: Todd Gurley) هو لاعب كرة قدم أمريكية أمريكي، ولد في 3 أغسطس 1994 في بالتيمور في الولايات المتحدة.

## وصلات خارجية
- تود غورلي على موقع الاتحاد الدولي لألعاب القوى (الإنجليزية)
- تود غورلي على موقع مرجع كرة القدم المحترفة.كوم (الإنجليزية)
- تود غورلي على موقع كلية كرة القدم في سبورتس رفرنس.كوم (الإنجليزية)